# Vicente Guerrero (Durango)
Vicente Guerrero es una localidad del estado de Durango, México. Es la cabecera del municipio de Vicente Guerrero.

## Nomenclatura
Denominación
Vicente Guerrero.
Toponimia
El conde de Súchil fundó una estancia ganadera que llevó el nombre de «Muleros» en honor de su ilustre fundador, hasta en el año de 1923 en que fue elevada su categoría política a Cabecera Municipal de Súchil, al mismo tiempo que se le cambió el nombre de «Muleros» por el de Villa Gral. Vicente Guerrero. El municipio de Vicente Guerrero, fue cabecera del municipio de Súchil durante 30 años, pero en 1952, este se dividió en dos que tomaron el nombre de uno de Súchil y el otro de Vicente Guerrero, según decreto número 23, del 11 de noviembre de 1952, publicado en el Periódico Oficial número 39, del 13 de noviembre de 1952.

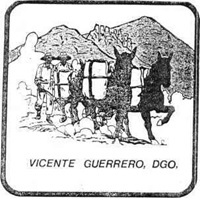
Escudo
Comúnmente se ha utilizado en varias administraciones municipales a los arrieros con mulas, en el papel oficial se hace alusión al motivo de la fundación de la cabecera municipal, debido a que la fundaron arrieros que en ese lugar cuidaban mulas y de allí el nombre de Muleros al pueblo que hoy es Ciudad Vicente Guerrero.

## Geografía
- Altitud: 1943 metros.
- Latitud: 23° 45' 00" N
- Longitud: 103° 58' 59" O

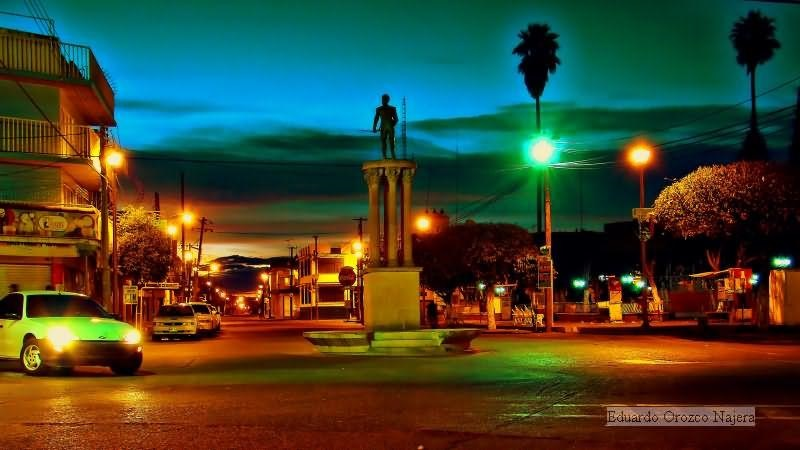
Vicente Guerrero, al atardecer

Antiguamente conocido como pueblo de muleros probablemente porque en ese tiempo pasaban carretones de mulas y se paraban para beber agua de una noria. El Clima es semiárido con lluvias en verano e invierno seco con heladas la última vez que nevó fue en noviembre de 2023.
El municipio de Vicente Guerrero se localiza al sureste del Estado de Durango, en las coordenadas 23º44´03´´ de latitud norte y 103º59´12´´ de longitud oeste, a una altitud de 1950 metros sobre el nivel del mar. Limita al norte con el municipio de Poanas, al sur con el de Súchil, al oeste con el de Nombre de Dios y al este con el Estado de Zacatecas y de la comunidad Villa Insurgentes, Sombrerete, Zacatecas.
Se divide en 17 localidades, las más importantes son: Graceros y Vicente Guerrero.
Extensión
Cuenta con 402.24 kilómetros cuadrados, se ubica en la llanura de Nombre de Dios y sólo la Sierra de Michis lo quiebra en parte.
Orografía
Cumbre prominente es la pequeña sierra que se levanta en la porción oriental de la llanura de Nombre de Dios, limitando el valle fluvial del Río Súchil. Su nombre proviene de la vieja leyenda del sacrificio de los últimos sobrevivientes de la tribu michi.
HidrografIa
Los ríos San Antonio y Chalchiuite, que se unen en la proximidad del pueblo de Súchil, corren por la llanura de Nombre de Dios, pasando por la hacienda del Mortero y el pueblo de Vicente Guerrero, desde donde, paralelamente, confluyen en el Río Graceros. Las aguas de los mencionados ríos se confunden en épocas de crecida y se juntan definitivamente en terrenos de la hacienda de San Quintín, lugar donde se encuentran con el Río Poanas, y unidos alcanzan al Río Tunal, en el municipio de Nombre de Dios.
Clima
El municipio tiene un clima templado. La temperatura media anual es de 17.4 °C y una precipitación media anual de 500 a 600 milímetros, con régimen de lluvia en los meses de junio, julio y agosto; presentándose la primera helada en el mes de octubre y la última en marzo.
Principales ecoistemas
La vegetación es escasa en el municipio. 
En cuanto a la fauna existen en esta región venado, guajolote silvestre, zorra, conejo y liebre.
Características y uso del suelo
La composición del suelo corresponde a la de tipo castoñozem. La mayor parte del suelo tiene un uso agrícola, y la tenencia de la tierra en su mayoría corresponde a propiedad privada y ejidal.

## Historia
Creación del Municipio de Vicente Guerrero

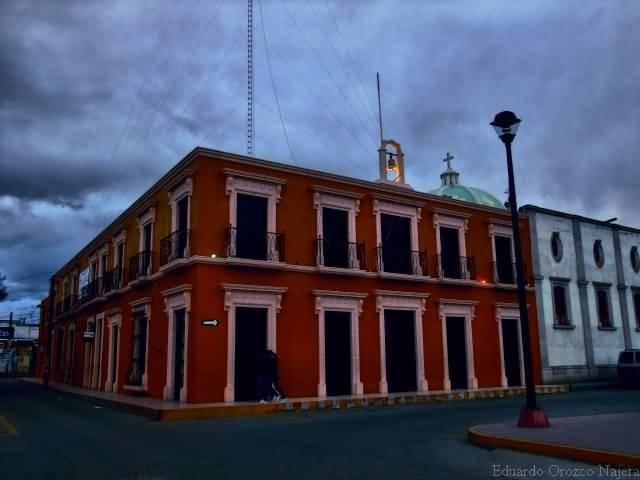
Palacio municipal

Del año de 1923 a finales de 1952 ya con la categoría de pueblo de Vicente Guerrero, fue cabecera del municipio de Súchil, pero aún seguían existiendo desacuerdos de los habitantes de Vicente Guerrero y del pueblo de Súchil.  El Gobernador del Estado, Enrique Torres Sánchez, para evitar desacuerdos entre estos dos pueblos decidió que se independizarán dado que los dos pueblos así lo solicitaban. Esta decisión fue tomada en el mes de marzo de 1952, en una comida que se le ofreció al gobernador en el “ojo de agua” con motivo de la inauguración del sistema de agua potable de Súchil, en donde le fue presentada la solicitud.
El 11 de noviembre de 1952 es publicado en el Diario Oficial el Decreto n.º 23, por el que se divide el territorio del municipio de Súchil en dos municipios, formándose los de Vicente Guerrero y Súchil, con sus cabeceras municipales que llevan el mismo nombre.  El decreto mencionado surtió efecto a partir del 1 de enero de 1953, fecha en que se hizo cargo de la Presidencia de la Junta Provisional del Gobierno para la Administración Pública del nuevo municipio, el C. Francisco Sánchez Núñez hasta que la XLIV Legislatura del Estado convocara a elecciones para la integración y toma de posesión del Primer Ayuntamiento del municipio, esto sucedió en los meses posteriores y el 1 de septiembre de 1953 tomó posesión el primer presidente del Vicente Guerrero el Dr. Tomás Domínguez Rodríguez.
El 29 de mayo de 1975 a través del Decreto n.º 44 la Villa Gral. Vicente Guerrero es elevado a la categoría de ciudad, cuando era Presidente Municipal el Prof. Pedro Rodríguez Borjas y Gobernador del Estado el Dr. Héctor Mayagoitia Domínguez.
Historia de Vicente Guerrero (Durango)
A mediados del siglo XVI la región fue visitada por los europeos buscando fortuna o persiguiendo a los chichimecas, que hostilizaban los caminos mineros de México del norte. Finalmente, el capitán Pedro de Ahumada avanzó en el empeño español por colonizar la provincia, penetrándose hasta Avino sometiendo a las naciones confederadas de Zacatencos, Guachichiles, y algunos pueblos Tehuanos de El Mezquital, Peñón Blanco y Avino.
El poblado quedó incluido en la alcaldía de Nombre de Dios, donde se establecieron los misioneros franciscanos, por esta razón al separarse Vicente Guerrero de la Villa de Nueva Vizcaya (1569 y 1611) quedó dependiendo directamente de la autoridad virreinal.
Con la sublevación de los tepehuanos (1616) y el escape de los insurrectos por El Mezquital, rumbo a la sierra nayarina, el sur del territorio se inquietó y toda la provincia se mantuvo en estado de alarma, organizando varias expediciones para su persecución.
Otro personaje importante de esta localidad es Don José del Campo Soberón y Larrea (Conde del Valle de Súchil), propietario de varias haciendas, entre ellas la de los muleros siendo la base del actual establecimiento que ocupa la capital municipal y donde han llegado personas de toda la región desde finales del siglo pasado, atraídos por el desarrollo que se ha logrado. En 1920 José Guadalupe Rodríguez, formó la colonia ejidal, que hoy lleva su nombre y el ejido Vicente Guerrero que tres años después recibió la categoría de villa.
Personajes ilustres
Leónides Guerrero, Miguel y Arturo Canales, Marcelino Rueda, Florencio Salas, J. Mercedes Rodríguez. 
Todos ellos participaron en la Revolución Mexicana.
Epifanio Esparza y Alfredo Salinas. 
Participaron en el escuadrón 201 en la Segunda Guerra Mundial.
José Luis Calzada. 
Pintor reconocido a nivel internacional.
Antonio Puente Ortíz. 
Hizo el diseño con que se tapó el pozo petrolero del Golfo de México (El Ixtoc 1)
Cronología histórica
- 1554: Francisco de Ibarra recorre la región, buscando minas de plata.
- 1562: Fundación de la villa de Nombre de Dios, tras el sometimiento de las tribus comarcanas por Pedro de ahumada y Sámano.
- 1569: Diego de Colio reclama para la audiencia de Guadalajara la villa de nombre de dios, enfrentándose a Ibarra, intercede el virrey y la región queda separada de la Nueva Vizcaya, incluyendo lo que ahora comprende Vicente Guerrero.
- 1611: La Alcaldía de Nombre de Dios, es restituida a la Nueva Vizcaya.
- 1766: Se establece el condado del valle de Súchil, por real cédula del 11 de junio, quedando la hacienda de Muleros dentro de las posesiones de su titular, don José del Campo.
- 1824: Se establece al partido de Nombre de Dios, en la Constitución del naciente Estado de Durango.
- 1901:En la división territorial, se menciona la municipalidad de Súchil, del partido de Nombre de Dios, formando parte de dicha municipalidad quedan las haciendas y ranchos que constituyen ahora Vicente Guerrero.
- 1920: José Guadalupe Rodríguez forma el ejido Vicente Guerrero, en Muleros.
- 1923: Al desaparecer los partidos, Súchil es municipio independiente, y su capital se traslada a la antigua Muleros el 1 de febrero, recibiendo el nombre de Villa Vicente Guerrero.
- 1952: El decreto del 12 de noviembre, divide al antiguo municipio de Súchil en dos, surgiendo Vicente Guerrero.
- 1952: El primer día del año entra en vigor el decreto de creación del municipio de Vicente Guerrero, en medio de la algarabía popular.
- 1976: Se eleva a la categoría de ciudad el 8 de julio.
- 1976: En enero, México y 26 países más designaron oficialmente sus reservas de la biosfera en 118 zonas. La parte que comprende el municipio de Vicente Guerrero, sobre el Valle de Poanas, queda incluida en el área de estudios de la reserva de Michilía.

Información de sus habitantes
En la localidad hay 23,476 habitantes de los cuales 11,480 son hombres y 11,996 son mujeres. La relación hombre/mujeres es de 95.6 (existen 95 hombres por cada 100 mujeres.). El ratio de fecundidad y mortalidad de la población femenina es de 1.7 hijos nacidos vivios y 3.7% de hijos fallecidos (entre mujeres de 15 a 49 años). 
| Tasa de alfabetización | Tasa de alfabetización |
| ---------------------- | ---------------------- |
| 15 a 24 años           | 99.4%                  |
| 25 años en adelantee   | 97.3%                  |

| Población según nivel de escolaridad (De 15 años en adelante) | Población según nivel de escolaridad (De 15 años en adelante) |
| ------------------------------------------------------------- | ------------------------------------------------------------- |
| Sin escolaridad                                               | 2.2%                                                          |
| Básica                                                        | 61.5%                                                         |
| Media superior                                                | 24.0%                                                         |
| Superior                                                      | 12.2%                                                         |
| No especificado                                               | 0.1%                                                          |

## Tradiciones y costumbres
Fiestas Populares
La feria conmemorativa e, del 8 al 15 junio.
Fiesta en honor a San Antonio de Padua, patrono del lugar, con danzas, pólvora, misas y peregrinaciones por las calles de la comunidad
Danzas
Para la celebración de las fiestas religiosas, se realizan danzas a los santos con un grupo de matlachines.
Leyendas
La que habla de la Noria de la Nación, construida por el curandero "Niño Anacleto"
Artesanías
Las artesanías más tradicionales en el municipio son las piñatas, cuartitos para adorno o llaveros, sombreros de raíz, la alfarería u otros.
Gastronomía
El platillo tradicional que distingue al municipio es el asado de puerco, el cual es el representativo en las fiestas tradicionales como bodas, bautizos, cumpleaños y en el taquito, tradición de la región que se realiza el 19 de marzo y en otras fiestas religiosas, este asado se acompaña con el también tradicional arroz y otras tres sopas.
La Profa. Virginia Salas ha editado un recetario de cocina tradicional, en el cual da a conocer las recetas típicas del municipio en cuanto a platillos de vigilia o Semana Santa, platillos de Navidad, antojitos de uso cotidiano y el mencionado de las fiestas religiosas tradicionales.

## Centros turísticos

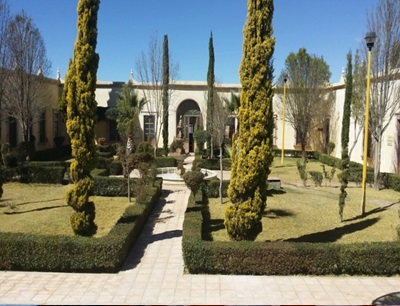
Casa de la Cultura

Las riberas de los ríos Súchil y Graceros se encuentran ruinas arqueológicas de asentamientos humanos de la cultura chalchihuita, especialmente cerca de los poblados de San José del Molino y San Pedro Alcantar.
Monumentos Arquitectónicos
La Parroquia de san Antonio de Padua, de estilo barroco.
Monumentos Históricos
Monumento conmemorativo del centenario del natalicio de Benito Juárez; monumento a la bandera construido en 1948 y que actualmente se localiza en la plaza de armas, monumento a Benito Juárez que se ubica en el Jardín Juárez del barrio Juárez. monumento a la madre,